# بنجامين لوند
بنجامين لوند (بالدنماركية: Benjamin Lund)‏ (12 مارس 1997 في الدنمارك - ) هو لاعب كرة قدم دانمركي في مركز الدفاع. لعب مع نادي نوردشيلاند.

## وصلات خارجية
- بنجامين لوند على موقع قاعدة بيانات كرة القدم.إي يو (الإنجليزية)
- بنجامين لوند على موقع Soccerway.com (الإنجليزية)